# Joe Dreck
Joe Dreck ist eine Filmkomödie aus dem Jahr 2001 mit David Spade, Dennis Miller, Christopher Walken, Brittany Daniel, Jaime Pressly, Erik Per Sullivan, Adam Beach und Kid Rock. Das Drehbuch schrieben Hauptdarsteller David Spade und Fred Wolf. 2015 wurde eine Fortsetzung mit dem Titel Joe Dirt 2: Beautiful Loser veröffentlicht. Fred Wolf übernahm die Regie.

## Handlung
Der Film beginnt in einem Radiosender in Los Angeles, in dem Joe Dreck als Hausmeister arbeitet und im Heizungskeller wohnt. Als ein Produzent Joe sieht, während dieser im Flur schikaniert wird, findet er Joes White-Trash-Gehabe so unglaublich, dass dieser live seine Lebensgeschichte dem DJ Zander Kelly erzählen soll. Der Großteil des Films besteht aus der Nacherzählung von Joes Lebensgeschichte, in der Zander ebenso wie das Publikum Witze auf Joes Kosten sucht.
Joe wird im Grand Canyon im Alter von acht Jahren allein gelassen. Nach Aufenthalten bei diversen Pflegeeltern bleibt Joe in Silvertown, Idaho hängen. Er lernt dort Brandy kennen, als er vor dem Schlägertypen Robby flieht. Joe entwickelt für Brandy Gefühle, denkt jedoch, dass sie zu gut für ihn sei. Nachdem Brandys Hund von ihrem Vater erschossen wird, fühlt Joe in sich das Bedürfnis, nach seinen Eltern zu suchen. Seine Suche lässt Joe diverse Abenteuer erleben, skurrile Menschen kennenlernen und in bizarren Gelegenheitsjobs arbeiten, die ihn bis zu seinem Job im Radiosender führen. Joe erzählt auch, wie er bis zu einem gewissen Punkt suchte, sich dann aber entschied, die Suche aufzugeben und nach Silvertown zurückzukehren, um mit Brandy zusammen zu sein. Jedoch wird er von Robby abgefangen, der ihm erzählt, dass Brandy Joes Eltern gefunden habe. Robby habe jedoch die Anweisung von ihr, Joe nichts darüber zu erzählen, was er mit einer Notiz von ihr beweist.
Nachdem Zander dies hört, besteht er darauf, selber mit Brandy zu reden, um zu erfahren, warum sie dies gemacht hat. Sie räumt ein, die Notiz geschrieben zu haben, jedoch nur, da sie bisher keine Möglichkeit hatte, selbst mit Joe über dessen Eltern reden zu können. Sie sagt ihm, dass seine Eltern an dem Tag im Grand Canyon umkamen und bittet ihn gleichzeitig, nach Silvertown zurückzukommen.
Joe hat beim Erzählen nicht mitbekommen, dass er das Herz der Zuhörer gewonnen hat und er zu einer Mediensensation geworden ist. Bei einer Anrufshow behauptet eine Frau, seine Mutter zu sein. Er will sie treffen, ist jedoch enttäuscht, als er bemerkt, dass seine Eltern Joes Popularität für ihre Zwecke ausnutzen. Als er sie fragt, wie sie ihn zurücklassen konnten, antwortet sein Vater, „wie funktioniert die Differentialsperre eines Plymouth? Es geschieht einfach.“ Bedrückt begibt sich Joe auf eine Brücke, um sich umzubringen. Daraufhin erscheint Brandy und sagt ihm, dass sie ihm nur deswegen erzählt habe, dass seine Eltern tot seien, um ihn zu beschützen. Ein Polizist wirft ein Gummiseil um Joes Füße, woraufhin dieser fällt und mit dem Kopf gegen die Brücke schlägt. Joe wacht aus seiner daraus erfolgten Bewusstlosigkeit in Brandys Haus auf, wo diese zusammen mit Freunden von seiner Reise um sein Bett steht und er stellt fest, dass sie wie eine Familie für ihn sind. Mit seiner neuen Familie und einem ausgelösten Auto fährt er in den Sonnenuntergang.

## Kritiken
- „Nette, humorvolle White-Trash-Komödie, die Gags von der Sorte liebenswert bis derb zu bieten hat, das Potenzial der Geschichte aber nicht ganz ausnutzen kann.“ – filmstarts.de[1]
- „Der Film hat seinen Namen wirklich zu Recht verdient, Joe Dreck ist nämlich der reinste Dreck!“ – MovieMaze.de[2]
- „Dass der Lack ab ist, zeigen Spades flache Performance und die üble Anhäufung von Pipi-, Kacka- und Pups-Witzchen. Nur mühsam ummantelte TV-Regisseur Dennie Gordon den Fäkalhumor mit einer in Rückblenden erzählten Story“. – Cinema[3]